# Pardosa atropos
Pardosa atropos är en spindelart som först beskrevs av Ludwig Carl Christian Koch 1878.  Pardosa atropos ingår i släktet Pardosa och familjen vargspindlar. Inga underarter finns listade i Catalogue of Life.